# Эль-Джерид
Эль-Джери́д (араб. شط الجريد‎) — солёное озеро в центральной части Туниса и солончаковая впадина, расположенная в серии понижений, тянущейся вглубь Сахары от залива Габес.

## Описание
Во время зимних дождей Эль-Джерид превращается в солёное бессточное озеро площадью 5—7 тыс. км². Летом, когда осадки отсутствуют, а температура часто доходит до +50 °C, озеро практически полностью пересыхает, часто наблюдаются миражи.
Растительность редкая, с преобладанием галофитов, около вади встречаются заросли тамариска и дрока. По краям впадины встречаются выходы артезианских вод, вокруг которых расположены оазисы, в которых с древних времён культивируется финиковая пальма.
Через впадину в 1970-х годах по гребню построенной дамбы была проложена асфальтированная дорога.

## Галерея

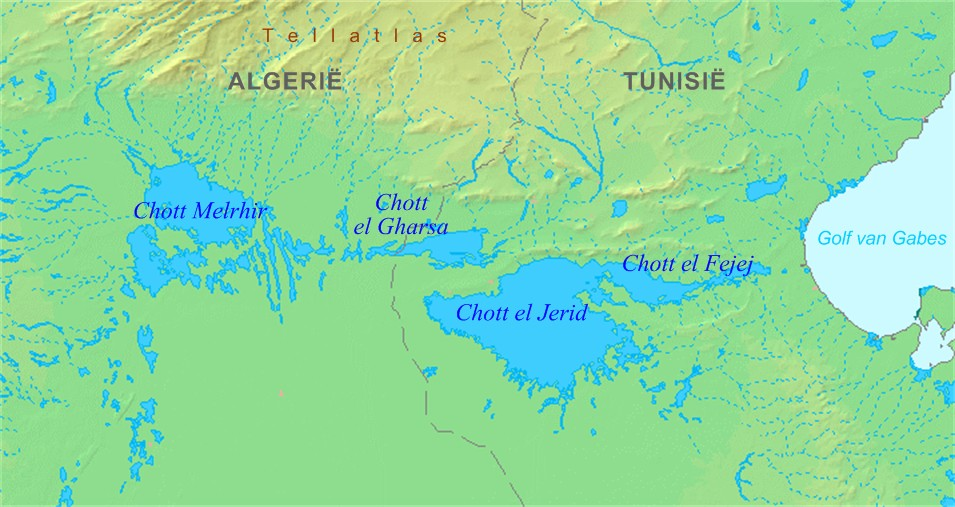
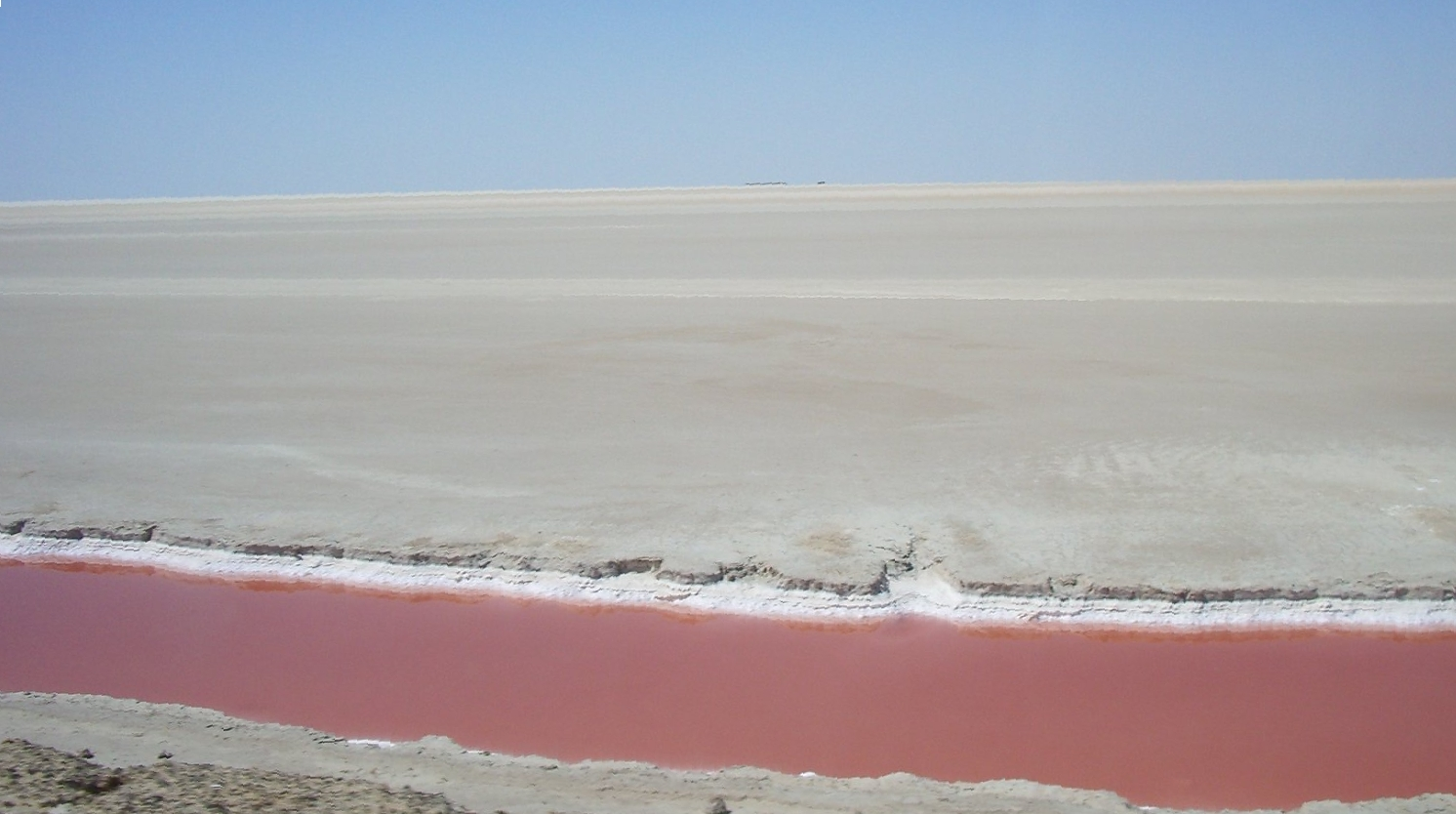
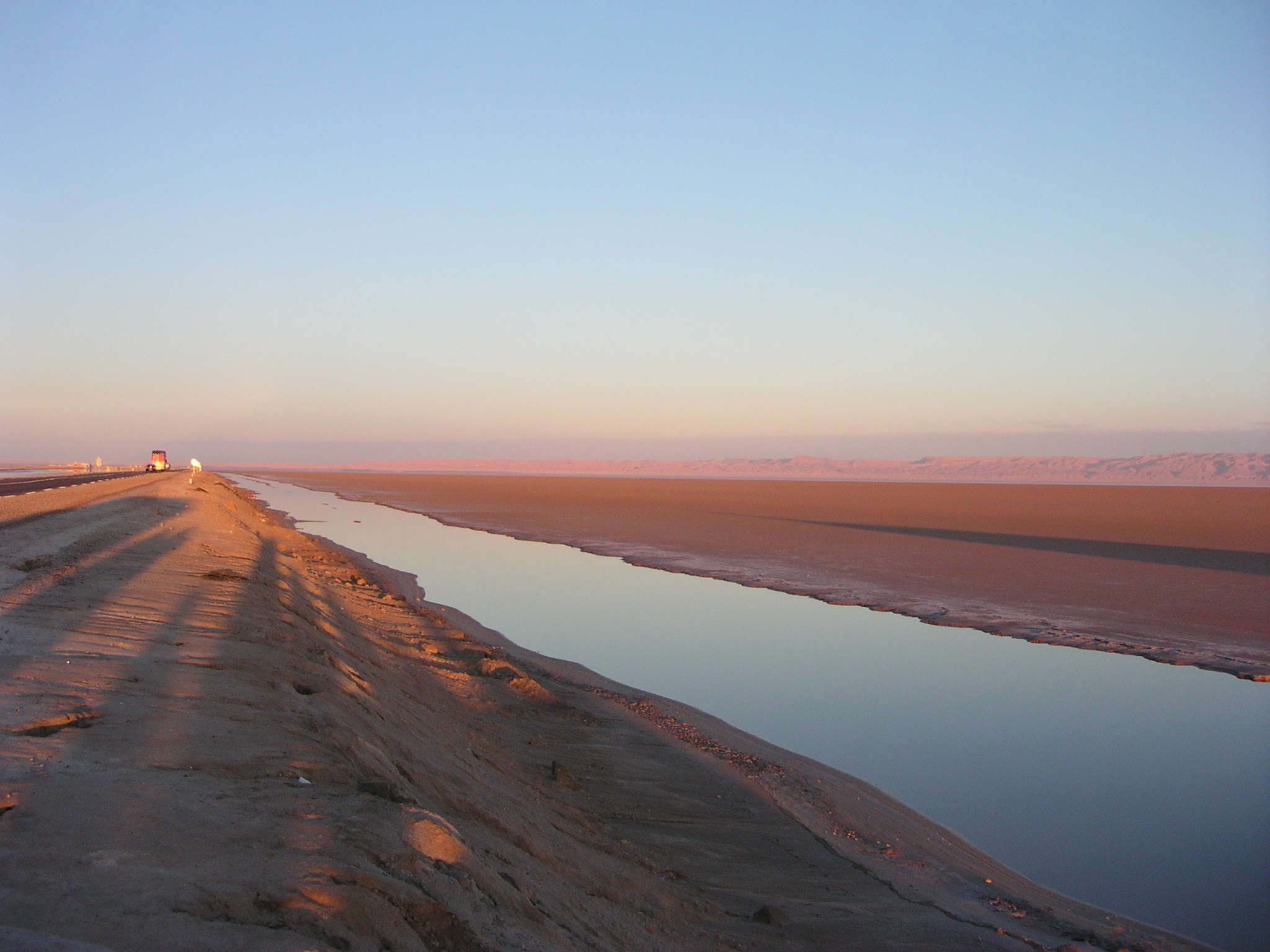
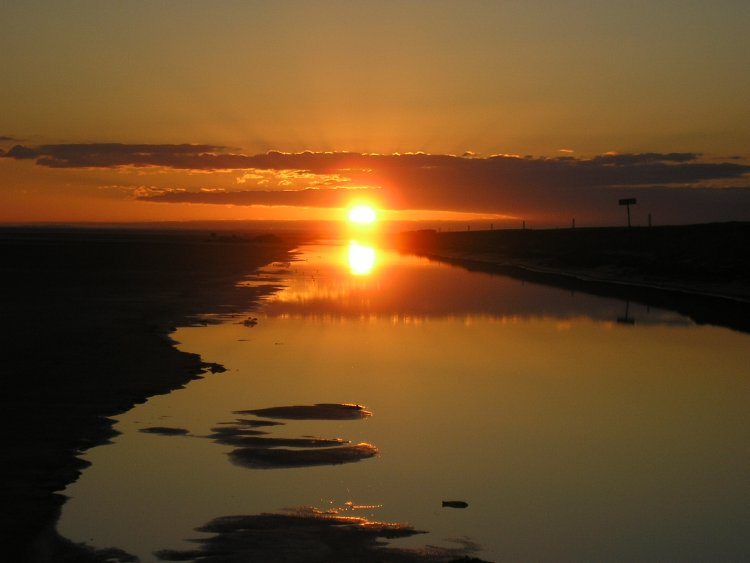
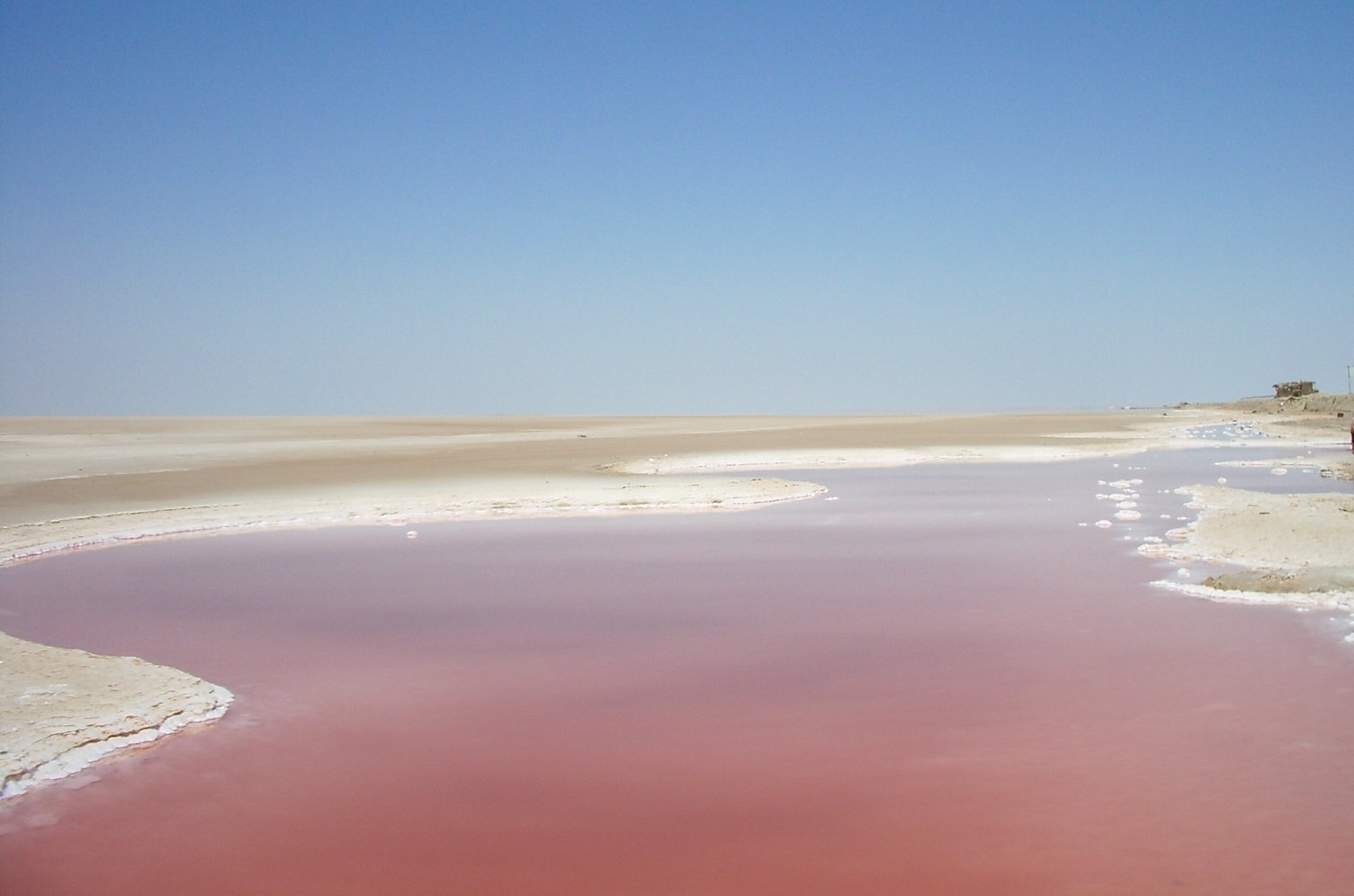